# Estat Mon
|  | Per a altres significats, vegeu «Mon (desambiguació)». |

Mon és un estat de Myanmar amb uns dos milions d'habitants (dels quals, menys d'un milió són d'ètnia mon) i 11.831 km². La capital n'és Mawlamyine.
Els mon són una nació amb la seva pròpia llengua i cultura. La llengua forma part de la branca Mon-Khmer de llengües austroasiàtiques. L'escriptura n'és de base índica. La majoria viuen a Myanmar i uns milers a Tailàndia. La seva religió és el budisme. Tenen una música, ball, art i tradicions pròpies.

## Història del poble mon
Els mon van arribar a Birmània vers el 1500 aC procedents del sud de la Xina i s'hi van establir. Vers el 300 aC, es va fundar un Regne mon, el Regne de Suwarnabhumi, amb capital a Thaton. Es van fer budistes vers el 200 aC. En aquest període és quan sorgeix el símbol nacional mon, l'oca o cigne conegut com a Bap (Bop) que és l'Hamsa, au mitològica de l'Índia. Aquest símbol, en daurat davant un sol vermell, apareix en un antic estendard blau del Regne mon de Sadhuim.
El 573, els germans Samala i Wimala van fundar el Regne mon de Hongsavatoi, amb capital a Pegu (nom clàssic Hamsavati, 'ciutat dels cignes', que segons la tradició li fou donada pel mateix Sidharta Gautama, Buda).
A partir del segle x, van començar a arribar a la zona altres grups ètnics, com els birmans i els tais. El 1757, el rei birmà Aungzeya va envair el Regne mon i el va devastar, matant milers de mons, inclosos tres mil monjos només a la capital i milers en altres llocs. Els monjos sobrevivents van fugir a Tailàndia i els monjos birmans es van establir als monestirs mon. La literatura mon, escrita en fulles de palma, fou destruïda i la llengua mon prohibida. El 1824, el país mon fou ocupat pels britànics en el curs de la Primera Guerra birmano-britànica i fou inclosa en l'Índia Britànica. El 1937, el territori fou inclòs en el govern colonial de Birmània. El 1942, va quedar ocupat pel Japó i, del 1943 al 1945, va formar part de la República independent Birmana sota control del Japó. Els britànics van tornar el 1945 i aviat van prometre la independència als birmans.

Bandera de la nació Mon (de facto) i del Partit del Nou Estat Mon

Quan Birmània estava a punt de proclamar la independència, els polítics mon van optar per un estat separat. Els seus veïns karen van formar la Karen National Defense Organization (KNDO) i els mon la Mon National Defense Organization (MNDO). La rebel·lió, la va iniciar la KNDO l'agost de 1948 i s'hi va unir el Mon National Solidarity Movement, dirigit per Naing Aung Tun, i el Mon Independence Movement dirigit per Naing Shwe Kyin. Ambdós grups, inicialment en desacord, es van unificar el 1952 i va sorgir el Mon Peoples Solidarity Group, que va seguir cooperant amb els insurgents karen, i van estar aliats també a les restes de l'exèrcit del Kuomintang (KMT), que el 1950 havia entrat a Birmània des de la Xina. El 1954, el grup va prendre el nom de Mon People's Front, i va quedar sota la direcció de Naing Aung Tun, que es va sotmetre al govern, lliurant 1.111 soldats armats. Naing Shwe Kyin va sortir del país vers Tailàndia amb els seus seguidors i es va establir a la frontera entre ambdós països per continuar la lluita armada. Naing Shwe Kyin va aconseguir establir el 1962 el New Mon State Party, els membres del qual actuaven en la clandestinitat. El New Mon State Party va cooperar amb altres grups armats i va mantenir la lluita fins al 1993. Les negociacions de pau es van iniciar el desembre de 1993 i un acord fou signat el juny de 1995, pel qual el NMSP va renunciar a la lluita armada i fou legalitzat. 7.860 soldats van lliurar les seves armes el 29 de juny de 1995.
La bandera utilitzada des del 1948 era blava amb el cigne daurat, que fou convertida en oficial de l'estat. La resistència a partir de la unificació de grups el 1952 va utilitzar la bandera de color vermell amb el cigne volant, de manera més dinàmica, seguint una estrella que guiava el poble cap a la llibertat i la pau, que des del 1962 fou adoptada com la bandera del New Mon State Party, però que ha estat adoptada també pels mon arreu del món com a bandera nacional i és la bandera amb què els mon han entrat a l'UNPO.
Els mon tenen també un himne nacional escrit vers 1950 pel líder del Mon Independence Movement, Nai Shwei Kyin. La música fou composta per l'almirall de la marina tailandesa Anon Boontrikapha. La lletra diu: "El país, la gran línia reial, els nostres avantpassats el van establir amb la seva sang i dedicació. La nostra herència està en els nostres cors i les nostres ments. Hem de protegir la nostra herència i guanyar la llibertat perquè tots puguin viure en pau i prosperitat a la terra Mon.